# Eberhard David Hauber
Eberhard David Hauber (Hohenhaslach, 1695. május 27. – Koppenhága, 1765. február 15.) német evangélikus teológus, térképész.

## Élete
Sváb lelkészcsalád sarja volt, apja, Johann Eberhard Hauber (1647–1729) lelkész volt Hohenhaslachban. Tíz gyermeke közül Eberhard David volt a legfiatalabb. Gyermekkorát szülővárosában töltötte. 1706-ban Vaihingen an der Enzbe költözött, ahol a latin iskolába járt. Ezután Tübingenben teológiát, valamint Altdorfban matematikát és természettudományokat tanult.
Tanulmányai befejeztével először apja mellett mint lelkész tevékenykedett, majd előbb Tübingenben majd Stuttgartban tanított. A württenbergi gimnázium matematikaprofesszora szeretett volna lenni, de elutasították. 1726-ban Stadthagenben lett szuperintendens Frigyes Keresztény, Schaumburg-Lippe grófja ajánlására. Itt felvilágosult álláspontot képviselt: beszüntette az ördögűzéseket és a fülbegyónást, evangélikus árvaházat és leányiskolát alapított, valamint magánórákat tartott ógörög, káld és szír nyelveken, valamint földrajz, történelem, algebra, trigonometria és csillagászat tárgyakból.
Számos írása született Stadthagenben, többek közt a Neue Einleitung in die Geographie, besonders in Teutschland (Új bevezetés a földrajzba, különös tekintettel Németországra, 1727), a Die Harmonie der Evangelisten (Az evangelisták harmóniája, 1737), Das Leben Jesu Christi (Jézus Krisztus élete. 1737) és a Schaumburg-Lippische Gesangbuch (1745), amely munkák sokáig közkedveltek voltak. 1738 és 1745 közt a boszorkányokról és az ördögökről három kötetes munkát írt Bibliotheca, acta et scripta magica címmel.
1746-ban lemondott szuperintendensi tisztéről, Koppenhágába utazott, ahol lelkészként tevékenykedett. 1751-től Friedrich Gottlieb Klopstock is Hauber baráti köréhez tartozott, s Messiás című eposza írásakor gyakran használta forrásnak Hauber húszezer kötetes könyvtárát. 
Hauber 1726-ban vette feleségül a Vaihingen an der Enz-i gyógyszerész lányát, Maria Katharina Sigelt (1697–1759). Két fia és két lánya született. Haubert a koppenhágai Szent Péter temetőbe temették, könyvtárát halála után elárverezték.

## Fordítás
- Ez a szócikk részben vagy egészben  az   Eberhard David Hauber című német Wikipédia-szócikk ezen változatának fordításán alapul.  Az eredeti cikk szerkesztőit annak laptörténete sorolja fel. Ez a jelzés csupán a megfogalmazás eredetét és a szerzői jogokat jelzi, nem szolgál a cikkben szereplő információk forrásmegjelöléseként.